# Stórihnúkur (berg i Island, Norðurland eystra, lat 65,87, long -18,03)
Stórihnúkur är ett berg i republiken Island. Det ligger i regionen Norðurland eystra, 260 km nordost om huvudstaden Reykjavík. Toppen på Stórihnúkur är 751 meter över havet.
Trakten runt Stórihnúkur är nära nog obefolkad, med mindre än två invånare per kvadratkilometer. Närmaste större samhälle är Grenivík, omkring 11 kilometer nordväst om Stórihnúkur. Trakten runt Stórihnúkur består i huvudsak av gräsmarker.